# Wobbenbüll
Wobbenbüll est une commune allemande de l'arrondissement de Frise-du-Nord, Land de Schleswig-Holstein.

## Géographie
Wobbenbüll se situe entre les marais maritimes et le Geest le long de la mer du Nord.
|            | Hattstedtermarsch |           |
| Nordstrand | Wobbenbüll        | Hattstedt |
|            | Husum             |           |

Le pont reliant l'île de Nordstrand au continent se trouve à Wobbenbüll.

## Histoire
Wobbenbüll est peut-être fondé par des habitants de l'Uthlande qui ont perdu leurs maisons lors de l'inondation de la Saint-Marcel en 1362. Le village est mentionné pour la première fois en 1438.
En 1906 commence la construction du barrage entre Wobbenbüll et l'île de Nordstrand. Entre 1933 et 1935, il est élargi et équipé d'une route. Les énormes quantités nécessaires de sable prélèvent environ 27 hectares de Geest près du village.
Depuis 1988, la partie orientale de la baie est une zone de conservation de plantes rares.
En 1933, les paysages de Wobbenbüll servent de décor au film Der Schimmelreiter (de) de Hans Deppe et Curt Oertel.

## Personnalités liées à la commune
- Ifen Knutzen (1531 ou 1532-1612), paysan, cartographe et chroniqueur.
- Harro Paul Harring (1798-1870), révolutionnaire, poète et peintre né à Wobbenbüll.